# Acquisition (phần mềm)
Acquisition là một phần mềm hoạt động trên mạng chia sẻ tệp Gnutella và là trình khách BitTorrent chạy trên hệ điều hành Mac OS X. Nó dựa trên LimeWire và là một phần mềm shareware (phần mềm có trả tiền nhưng cho phép dùng thử miễn phí trong một thời gian hạn định), giá của nó là 17,99 Đô la Mỹ. Acquisition là phần mềm chia sẻ mạng đồng đẳng phổ biến nhất trên nền hệ điều hành Mac OS X, nó sử dụng đầy đủ các tính năng của giao diện lập trình ứng dụng của hệ điều hành Mac OS X, Cocoa APIs
Mã nguồn của phần nhân Acquisition đảm nhiệm chức năng mạng được cung cấp theo giấy phép GPL.